# Amakusa-nada
Amakusa-nada (jap. 天草灘) – obszar Morza Wschodniochińskiego położony na zachód od wyspy Shimoshima, w prefekturze Kumamoto. Od północy jest ograniczony przez półwysep Nishisonogi, a od zachodu przez wyspy archipelagu Gotō. Przez akwen przepływa w kierunku północnym ciepły Prąd Cuszimski, co czyni go ważnym miejscem dla rybołówstwa. Na terenie akwenu odbywają się połowy wielu gatunków ryb (m.in. ostroboków, makreli, sardynek oraz rekinów). Wybrzeże akwenu jest bogate w klify i malownicze punkty widokowe.